# 倒吊笔
倒吊笔（学名：Wrightia pubescens）为夹竹桃科倒吊笔属的植物。分布在越南、印度尼西亚、澳大利亚、印度、菲律宾、柬埔寨、泰国、马来西亚以及中国大陆的贵州、广东、云南、广西等地，生长于海拔300米的地区，一般生于低海拔热带雨林中、干燥稀树林中或山麓疏林中，目前尚未由人工引种栽培。

## 别名
常子（广东海康）；九浓木（广东兴宁）；枝桐木、猪松木（广东茂名）；屐木（广东廉江）；神仙蜡烛（广东广州）；刀柄（海南尖峰岭、黄流、三亚）；苦常（海南吊罗山、五指山、陵水、澄迈、嘉积）；细姑木（海南五指山）；马凌（海南临高）；乳酱树（海南儋县）；猪菜母（海南白沙）；苦杨（海南兴隆）